# Коля — перекати поле
«Ко́ля — перекати́ по́ле» — российский художественный фильм Николая Досталя, продолжение фильма «Облако-рай».

## Сюжет
Как и в первом фильме, действие происходит на протяжении одного дня. Спустя десять с небольшим лет главный герой Коля возвращается на свою родину, в провинциальный посёлок городского типа, где снова встречает своих друзей и знакомых. Сидя в гостях у Феди и Вали и выпивая с хозяевами и Филомеевым, он рассказывает о том, как ходил на рыболовецком судне по Тихому океану и заходил в Японию и Сингапур. Он узнаёт, что в его комнате живёт его бывшая возлюбленная Наталья с мужем и сыновьями Колей и Толей, и что мать Натальи вышла замуж за соседа Коли Филиппа Макаровича. При этом Коля чувствует, что друзья не решаются сказать ему что-то важное.
Тем временем мать Натальи сообщает ей о приезде Коли. Наталья по-прежнему любит Колю, хотя все эти годы он ей не писал. Она говорит с мужем, но пока не осмеливается увидеться с самим Колей.
За разговором Федя случайно выдаёт тайну: старший сын Натальи, которому чуть больше десяти лет, на самом деле является сыном Коли. Коля не знает, как быть, ведь он и не подозревал, что у него есть сын, а теперь у его сына другой отец, который воспитывает и любит его. Чувствуя, что хорошего разрешения ситуация не имеет, Коля говорит собравшимся, что он заехал только на один день попрощаться: у него редкая и неизлечимая болезнь и жить ему осталось не более месяца.
Наталья и Коля встречаются, затем Коля видится со своим сыном (которому не рассказывают, кто его настоящий отец) и дарит всем привезённые из-за границы подарки. Свою японскую иномарку он оставляет Филиппу Макаровичу, который обещает передать её в наследство сыну Коли. Наталья говорит Коле, что она не прощается с ним, и просит его надеяться на чудо. Наконец, под вечер он спешит на ту же остановку того же автобуса, который вновь увозит его от самых близких ему людей.

## В ролях
| Актёр                 | Роль                                                       |
| --------------------- | ---------------------------------------------------------- |
| Андрей Жигалов        | Коля                                                       |
| Сергей Баталов        | Федя (друг Коли)                                           |
| Ирина Розанова        | Валя (жена Феди)                                           |
| Алла Клюка            | Наталья (жена Славика, бывшая невеста Коли)                |
| Анна Овсянникова      | Татьяна Ивановна (мама Натальи)                            |
| Владимир Толоконников | Филомеев (местный алкоголик)                               |
| Лев Борисов           | Филипп Макарович (муж Татьяны Ивановны, бывший сосед Коли) |
| Владимир Капустин     | Славик (муж Натальи)                                       |
| Олег Гундорин         | Коля-младший (сын Коли, усыновлённый Славиком)             |
| Радмир Калиткин       | Толя (сын Славика)                                         |

## Съёмочная группа
- Режиссёр-постановщик: Николай Досталь
- Сценарий: Георгий Николаев, Николай Досталь
- Композитор: Алексей Шелыгин
- Автор и исполнитель песен: Андрей Жигалов
- Оператор-постановщик: Юрий Невский

## Съёмки
Часть фильма снималась в Петрозаводске, во дворе дома № 14 по улице Фрунзе. Всего там планировалось провести шесть съёмочных дней: должны были быть сняты Онежское озеро и развалины Сулажгорского кирпичного завода.

## Награды
На кинофестивале «Окно в Европу» в 2005 году фильм был отмечен Специальным призом жюри «Золотая ладья».